# Джон Вільям Стретт (лорд Релей)
Джон Вільям Стретт, третій барон Релей (лорд Релей) (англ. John Strutt, 3rd Baron Rayleigh; 12 листопада 1842, Ессекс — 30 червня 1919, Ессекс) — англійський фізик, один з основоположників теорії коливань, до одержання 1873 р. титулу після смерті батька йменувався як Джон Вільям Стретт.
Британський вчений зробив великий внесок як у теоретичну, так і в експериментальну фізику. Всю свою академічну кар'єру він провів в Кембриджському університеті. Серед багатьох відзнак він отримав Нобелівську премію з фізики 1904 р. «За дослідження щільності найважливіших газів і за виявлення аргону у зв'язку з цими дослідженнями». Він обіймав посаду президента Королівського товариства з 1905 по 1908 рік і канцлером Кембриджського університету з 1908 по 1919 рік.
Релей створив першу теоретичну обробку пружного розсіювання світла частинками, набагато меншими за довжину хвилі світла, явище, яке зараз відоме як «Розсіяння Релея», яке, зокрема, пояснює, чому небо синє. Він вивчав і описав поперечні поверхневі хвилі в твердих тілах, відомі зараз як «хвилі Релея». Він вніс великий внесок у динаміку рідини, використовуючи такі поняття, як число Релея (безрозмірне число, пов'язане з природною конвекцією), потік Релея, нестабільність Релея-Тейлора та критерій Релея щодо стійкості потоку Тейлора — Куетта. Він також сформулював теорію циркуляції аеродинамічного підйому. В оптиці Релей запропонував добре відомий критерій кутової роздільної здатності. Його виведення закону Релея-Джинса для класичного випромінювання чорного тіла пізніше зіграло важливу роль у народженні квантової механіки (див. Ультрафіолетову катастрофу). Підручник Релея «Теорія звуку» (1877 р.) До сьогодні використовується акустиками та інженерами.

## Біографія
Стретт народився 12 листопада 1842 року в Лангфорд-Гроуві в Мальдоні, Ессекс. У перші роки він страждав від кволості й поганого самопочуття. Він відвідував Ітонський коледж та школу Харроу (кожен лише на короткий період), перш ніж перейти до Кембриджського університету в 1861 році, де він вивчав математику в Трініті-коледжі, Кембридж. Він отримав ступінь бакалавра мистецтв (старший співак і перша премія Сміта) у 1865 р. Та магістра мистецтв у 1868 р. Згодом його обрали членом Троїцького товариства. Він обіймав цю посаду до шлюбу з Евеліною Бальфур, дочкою Джеймса Мейтланда Бальфура, у 1871 р. У нього було троє синів. У 1873 році, по смерті батька, Джона Стретта, 2-го барона Релея, він успадкував чин барона Релея.
Він був другим професором фізики Кавендіша в Кембриджському університеті (за Джеймсом Клерком Максвеллом) з 1879 по 1884 рр. Він вперше описав динамічку паріння морських птахів у 1883 році в британському журналі Nature. З 1887 по 1905 р. Він був професором натурфілософії в Королівському інституті.
Близько 1900 року Релей розробив дуплексну (комбінація з двох) теорію локалізації звуку людини з використанням двох бінауральних сигналів, міжфазної різниці фаз та різниці міжвузлових рівнів (на основі аналізу сферичної головки без зовнішніх шпильок). Теорія стверджує, що ми використовуємо два первинних сигнали для латералізації звуку, використовуючи різницю фаз синусоїдальних компонентів звуку та різницю в амплітуді (рівні) між двома вухами.
Під час Першої світової війни він був президентом урядового «Консультативного комітету з питань аеронавтики», який розміщувався в Національній фізичній лабораторії під керівництвом Глейзбрука.
У 1919 році Релей обіймав посаду президента Товариства психічних досліджень.
Релей був обраний членом Королівського товариства 12 червня 1873 року і обіймав посаду президента Королівського товариства з 1905 по 1908 рр. Релей час від часу брав участь у Палаті лордів; однак він висловлювався тільки тоді, коли політика намагалася втрутитися до науки.
Він помер 30 червня 1919 року в своєму будинку в Вітхемі, Ессекс. Його, як 4-го лорда Релея, змінив його син Роберт Джон Стретт, ще один відомий фізик. Лорда Релея поховали на кладовищі Церкви Всіх Святих у Терлінгу в Ессексі.

## Наукова діяльність
Д. В. Релей досліджував коливання пружних тіл, визначив ряд властивостей коливальних систем, перший звернув увагу на автоколивання. Він також вивчав дифракцію, розсіювання і поглинання хвиль, хвилі скінченної амплітуди і поверхневі хвилі, передбачив особливий вид поверхневих хвиль («хвилі Релея», 1885). Релей інтенсивно займався звуковими хвилями, а його класична монографія «Теорія звуку» (1877—1878) і дотепер залишається незмінною настановою для сучасних учених та інженерів. Він заклав основи теорії молекулярного розсіювання світла, ввів поняття про «релеєвське розсіювання світла», відкрив (1871) закон інтенсивності розсіяного світла («закон Релея») тощо. Крім того, ним встановлено залежність намагніченості феромагнетика від напруженості магнітного поля за первинного намагнічування («закон Релея», 1887), виявлено явище магнітної післядії. 1900 р. Релей відкрив закон розподілу енергії випромінювання в спектрі абсолютно чорного тіла залежно від температури (на декілька місяців випередив Макса Планка). Після того як англійський фізик Джеймс Джинс запропонував невеличку модифікацію висновків Релея, закон став відомий як «закон випромінювання Релея-Джинса». Незалежно від Олівера Хевісайда Релей обґрунтував теорію скін-ефекту. Інтенсивно займався дослідженням густин найпоширеніших газів і 1894 р. разом з Вільямом Рамзаєм відкрив новий хімічний елемент — аргон, визначив його властивості і місце в періодичній системі, за що 1904 р. був нагороджений Нобелівською премією з фізики. За час дослідницької діяльності опублікував понад 400 робіт (90 — за останні 15 років).

## Громадська та педагогічна діяльність
Крім наукової діяльності, частину його часу займали викладацька діяльність (протягом декількох років), а також робота в шести наукових та урядових організаціях, що займалися питаннями освіти. Він був секретарем (1885—1896) і президентом (1905—1908) Лондонського королівського товариства. У число інших його численних обов'язків входили обов'язки президента Консультативного комітету з аеронавтики, президента Британської асоціації фундаментальних наук, голови комітету із вибухових речовин військового міністерства і головного контролера за постачанням Лондона природним газом. З 1908 року до самої смерті він був номінальним президентом Кембриджського університету.

## Нагороди
Крім Нобелівської премії, Релей був нагороджений Королівською медаллю (1882), медаллю Коплі (1899) і медаллю Румфорда (1914) Лондонського королівського товариства, золотою медаллю Маттерчі Італійської національної академії наук (1895), медаллю Фарадея Британського хімічного товариства (1895), медаллю Альберта Королівського товариства мистецтв (1905) і медаллю Елліота Крессона Франклінівського інституту (1914). Йому було присуджено тринадцять почесних вчених ступенів, він був членом понад 50 наукових товариств. Член (1873) і президент (1905—1908) Лондонського королівського товариства, іноземний член-кореспондент Петербурзької академії наук (1896). Помер 30 червня 1919 в містечку Вітем, Ессекс.

## Сімейне життя
В 1871 Стретт одружився з Евелін Бальфур, сестрою Артура Джеймса Бальфура, що став прем'єр-міністром Великої Британії в 1902. У них було троє синів, старший з яких, Роберт, став фізиком і біографом свого батька. Стретт продовжував працювати фактично до самої своєї смерті, опублікувавши близько 90 робіт в останні 15 років і залишивши 3 роботи закінченими, але не опублікованими. Його називали останнім з великих британських класичних фізиків.

## Бібліографія

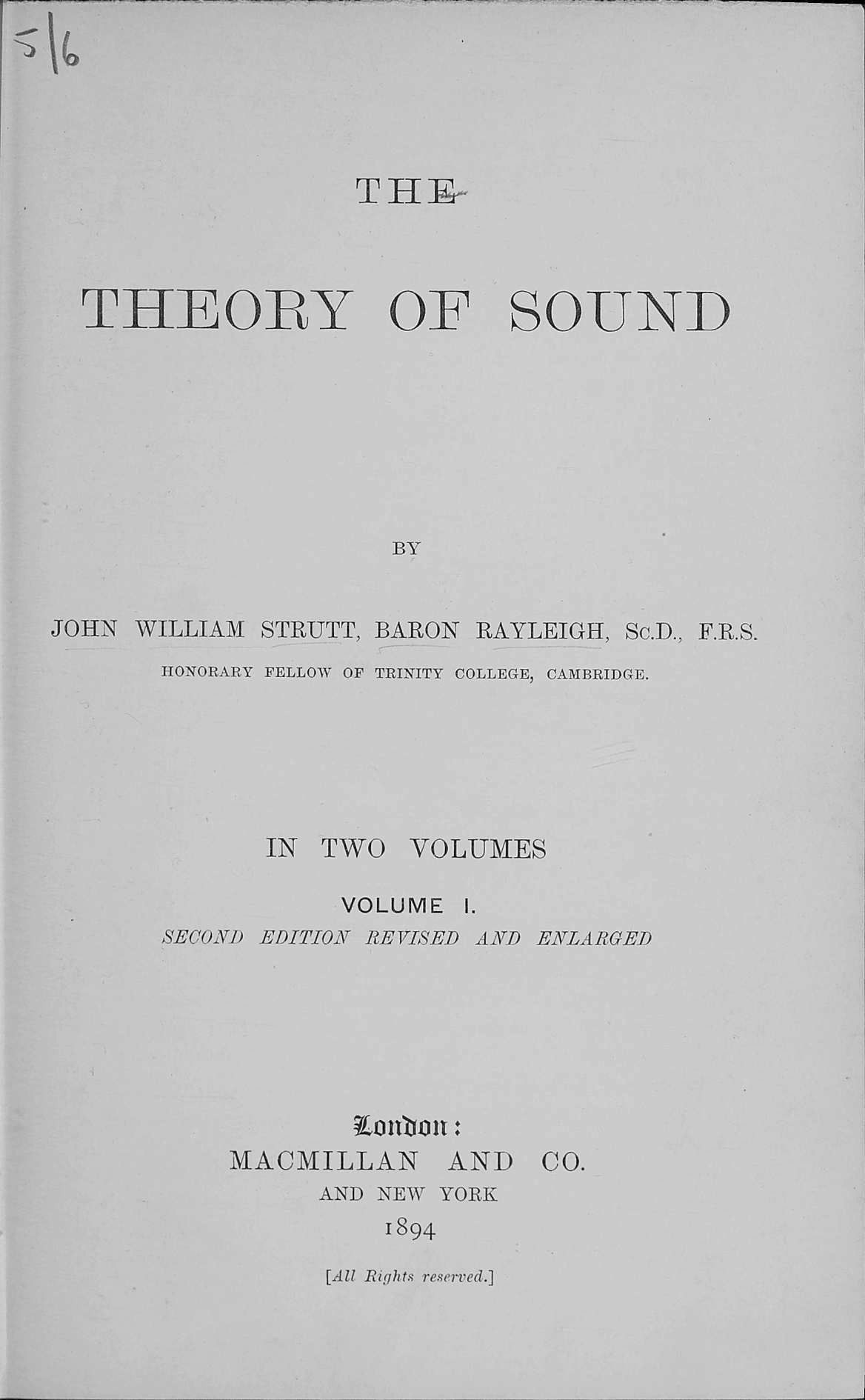
Theory of sound («Теорія звуку», 1894)